# Anciennes papeteries de Couze-et-Saint-Front
Les anciennes papeteries de Couze-et-Saint-Front forment un ensemble de moulins à eau situés sur la Couze, dans le village français de Couze-et-Saint-Front, en Dordogne. Spécialisé un temps dans la fabrication du papier, l’ensemble, protégé au titre des monuments historiques en décembre 1989, abrite aujourd’hui un musée consacré au papier chiffon, situé  dans le moulin de la Rouzique.

## Historique
Le territoire des communes de Couze et de Saint-Front (jusqu’en 1829), puis de Couze-et-Saint-Front, a vu s’implanter dès le XVe siècle plusieurs moulins à eau destinés à la fabrication du papier, sur la Couze, un affluent de la Dordogne. Il y en a eu jusque treize, à la fin du XIXe siècle, dont trois ont conservé leur vocation papetière.

## Moulin de la Rouzique
Le moulin de la Rouzique est un ancien moulin à eau spécialisé un temps dans la fabrication du papier. Il abrite aujourd’hui un musée consacré au papier chiffon, l'« écono-musée du papier ».
Le moulin de la Rouzique est attesté en 1530 ; c’est un ancien moulin à blé, devenu moulin à papier au XVIIIe siècle. Il a fonctionné jusqu’en 1983, avant d’être reconverti en musée. Il a donc conservé l’ensemble du matériel nécessaire à la fabrication du papier filtre.
Le moulin de la Rouzique et son système hydraulique font l’objet d’une inscription au titre des monuments historiques depuis le 5 décembre 1989.
L'étendoir de la Rouzique (côté ouest du moulin) et le petit étendoir en face font l’objet d’une inscription au titre des monuments historiques depuis le 5 décembre 1989. Le petit étendoir a conservé son système d'acheminement ferroviaire par wagonnets à voie étroite.

## Moulins de Merle et de Sous le Roc
Les moulins de Merle (ou des Merles) et Sous le Roc, ainsi que leurs systèmes hydrauliques, font l’objet d’une inscription au titre des monuments historiques depuis le 4 décembre 1989. Anciens moulins à blé, ils dateraient du début du XVIe siècle et seraient devenus des moulins à papier au XVIIIe siècle,. Leur plan n'aurait pas changé depuis 1750.
Le bâtiment face au moulin Sous le Roc, une chiffonnerie troglodytique, fait l’objet d’une inscription au titre des monuments historiques depuis le 5 décembre 1989.

## Moulin des Guillandoux
Le moulin des Guillandoux (ou des Guilhendoux) et son système hydraulique font l’objet d’une inscription au titre des monuments historiques depuis le 4 décembre 1989. Le moulin possède deux séchoirs, car il a été utilisé au XIXe siècle comme moulin à blé et comme papeterie. Au XXe siècle, il est lié au moulin de Rouzique pour servir d'étendoir.

## Maison des Contremaîtres et maison Jardel
La maison dite « des Contremaîtres » et la maison Jardel font l’objet d’une inscription au titre des monuments historiques depuis le 5 décembre 1989. Elles ont été construites toutes les deux au XIXe siècle, même si des bâtiments existaient déjà au XVIe siècle au niveau de la maison Jardel,.

## Galerie de photos

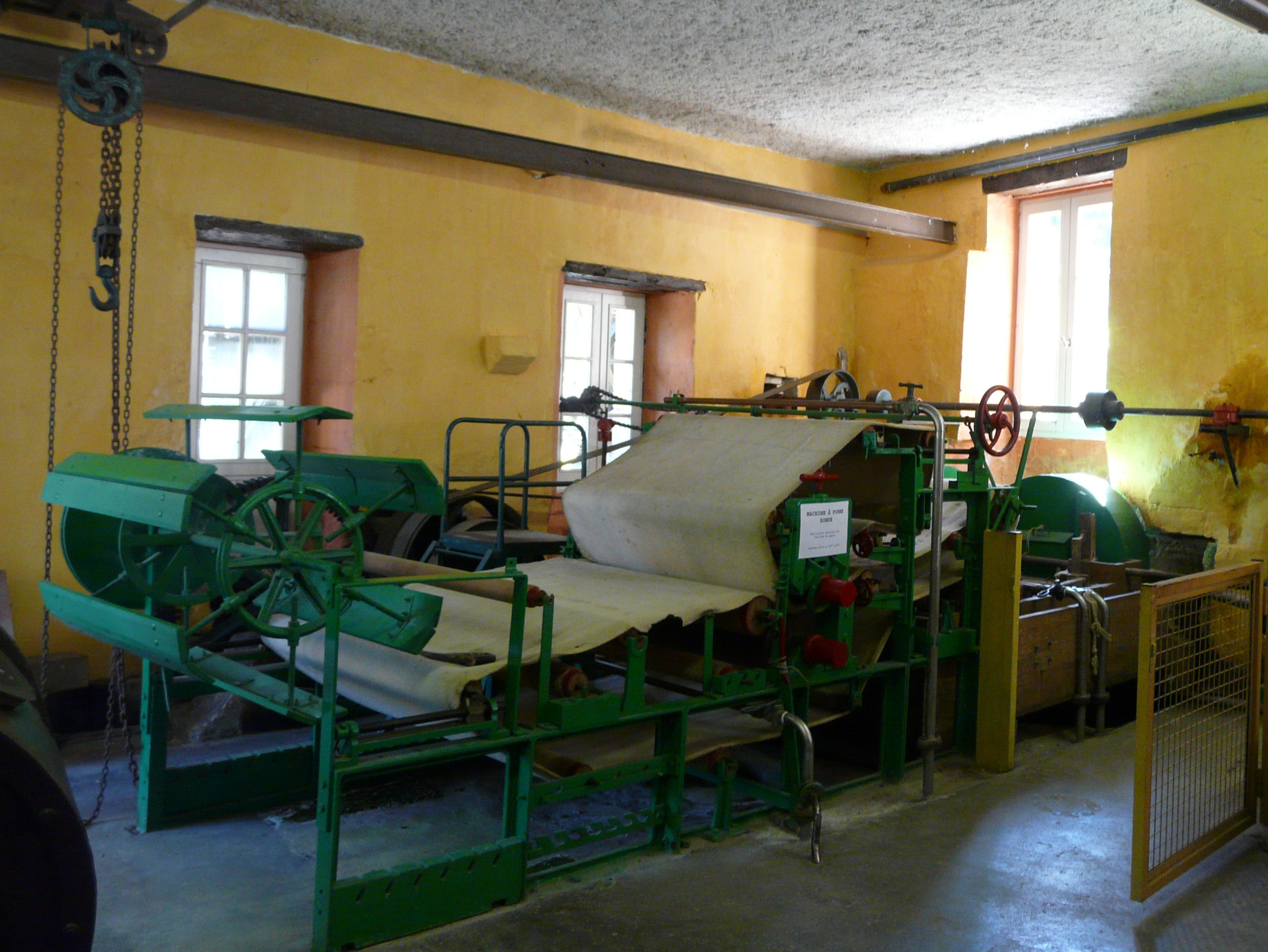
Machine à papier à forme ronde du moulin de la Rouzique.
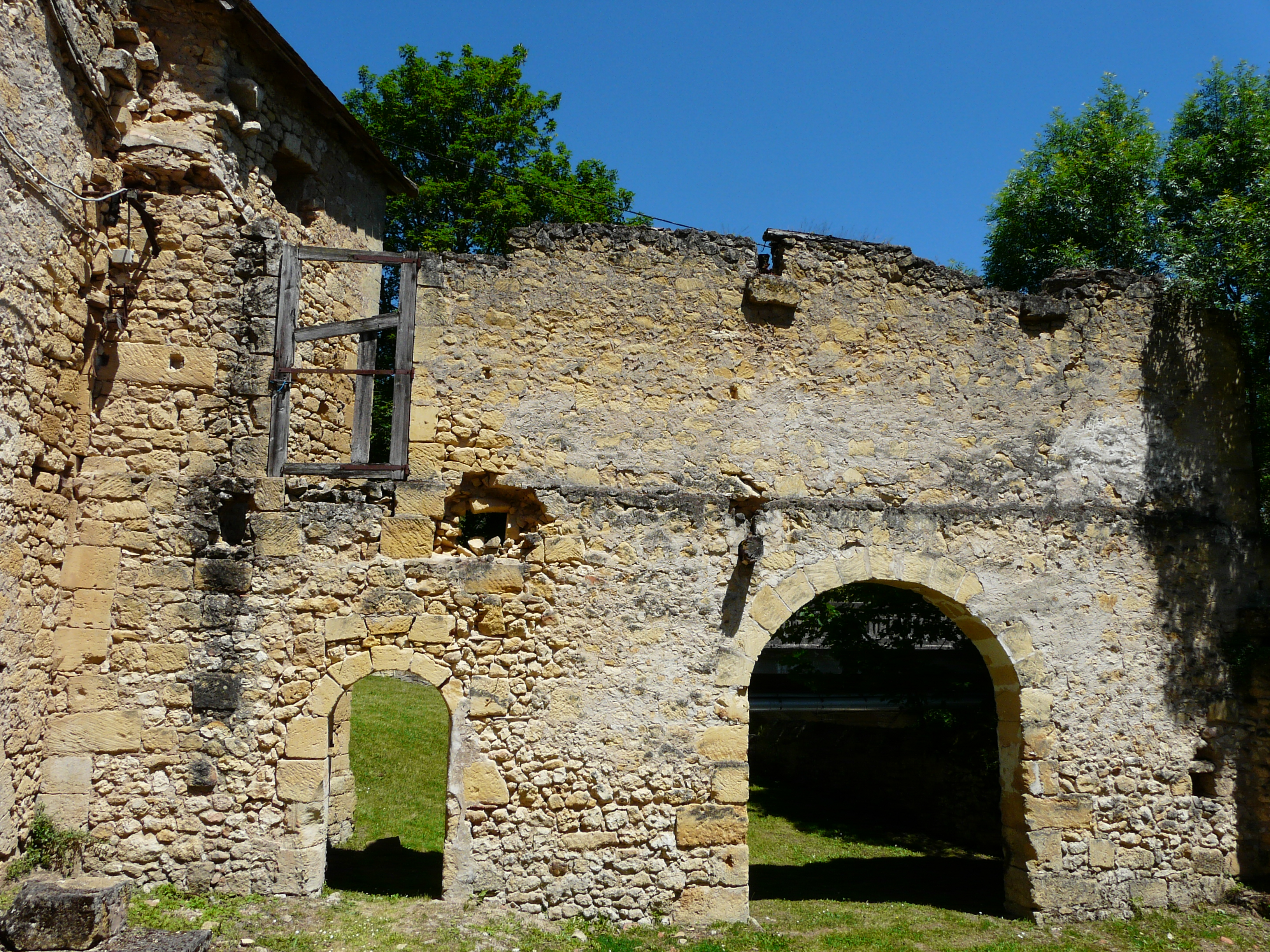
Les ruines du moulin des Merles.
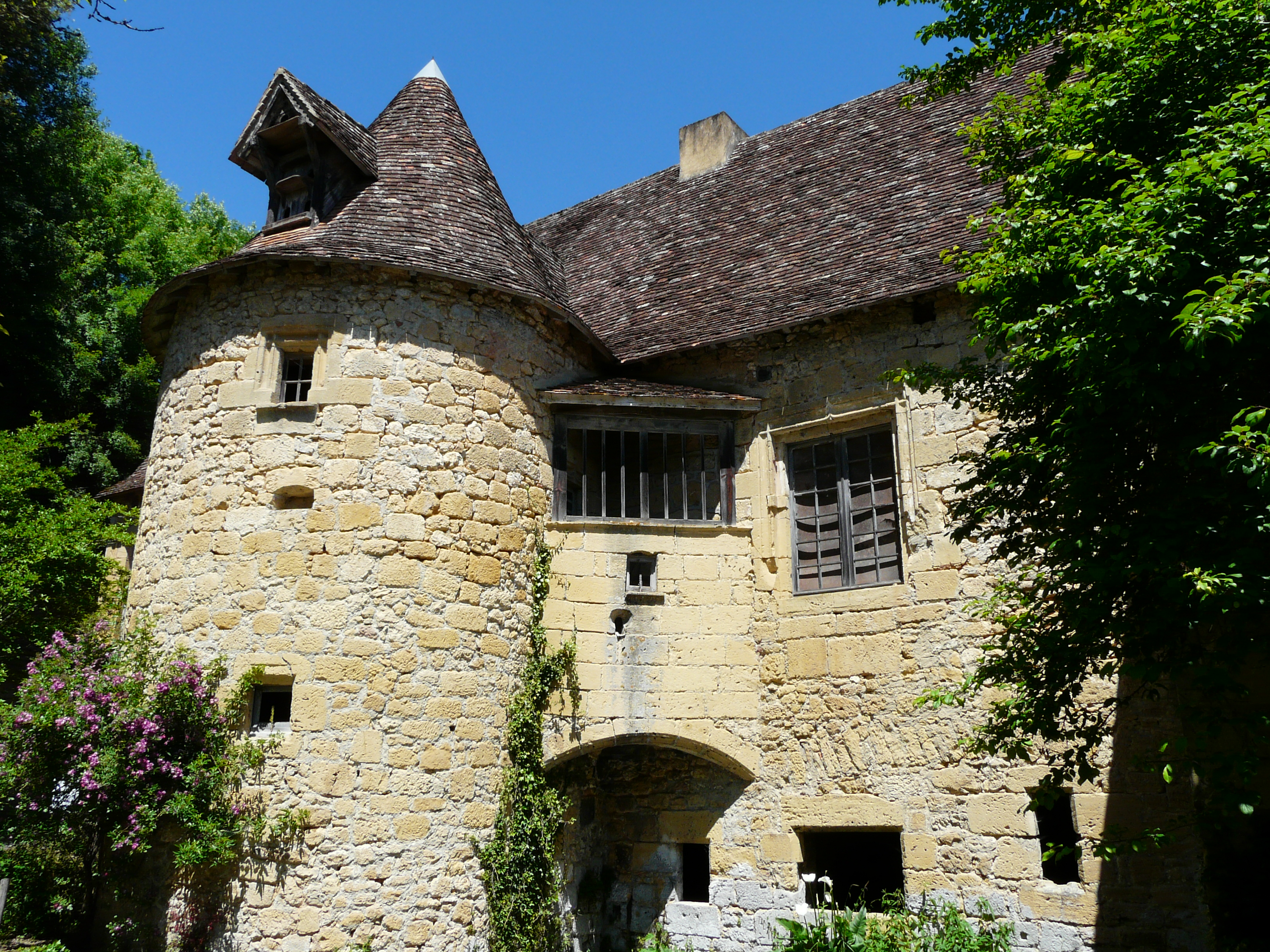
Le moulin Sous le Roc.
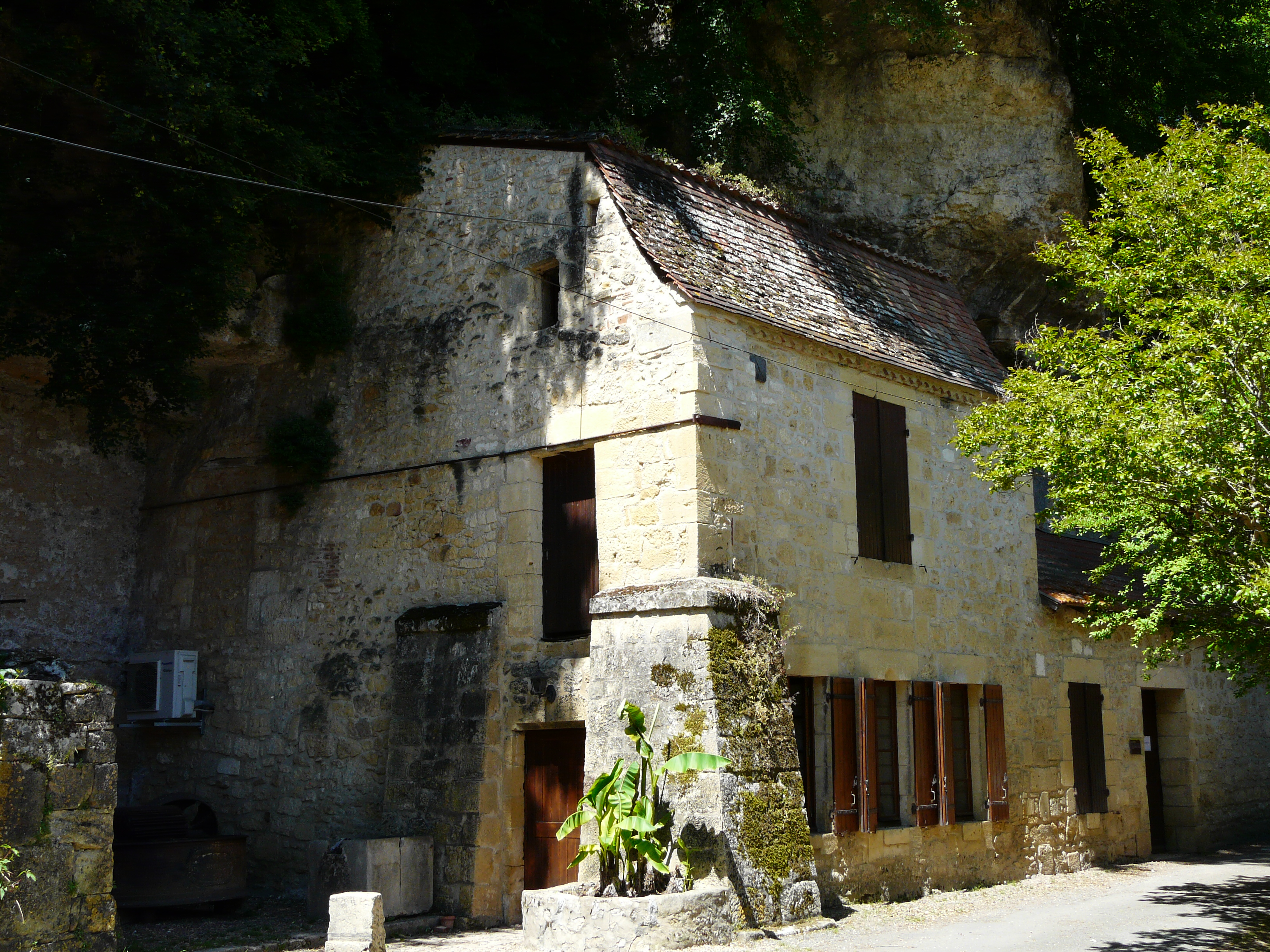
L'ancienne chiffonnerie troglodytique.
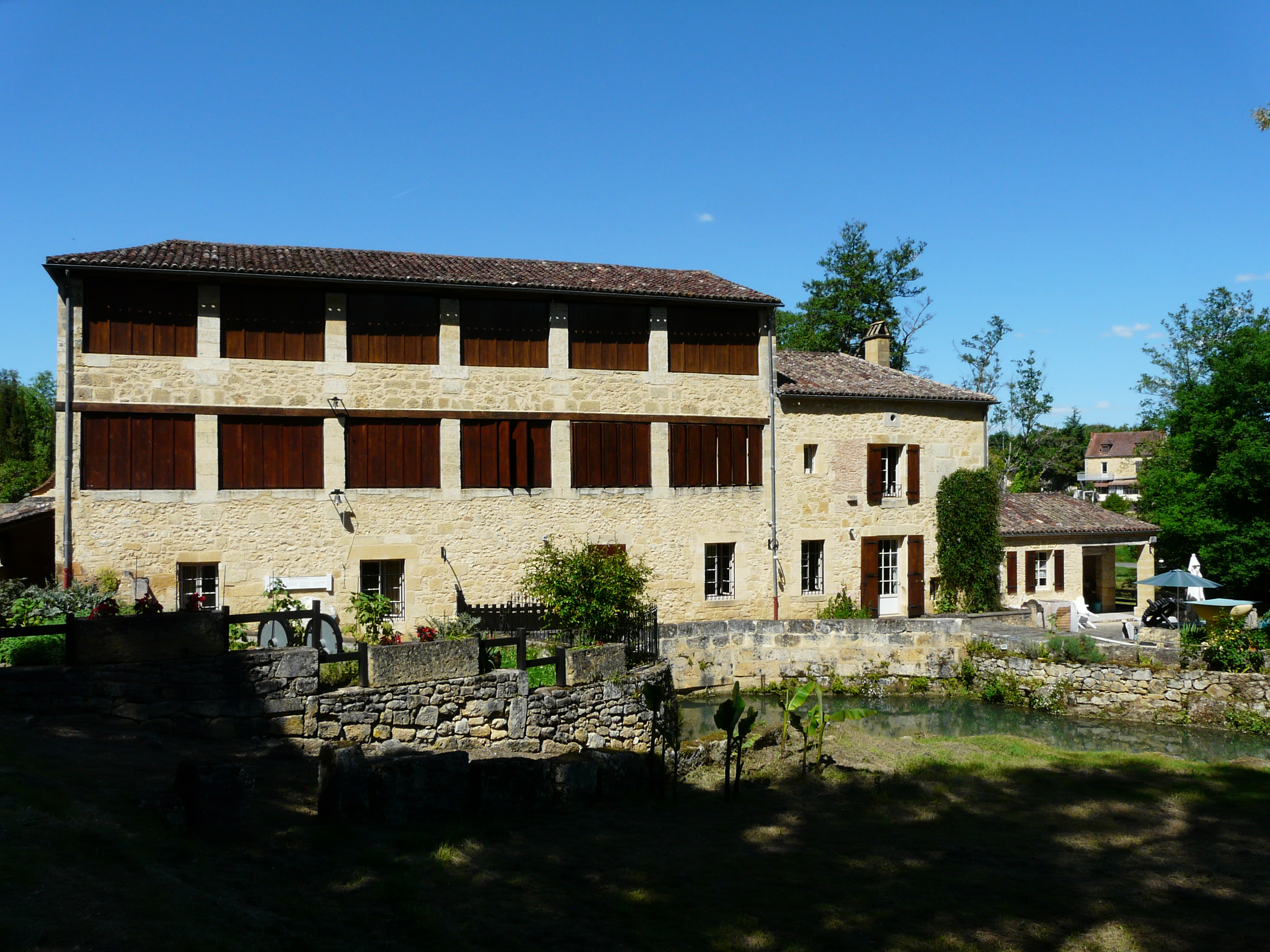
Le moulin des Guillandoux.
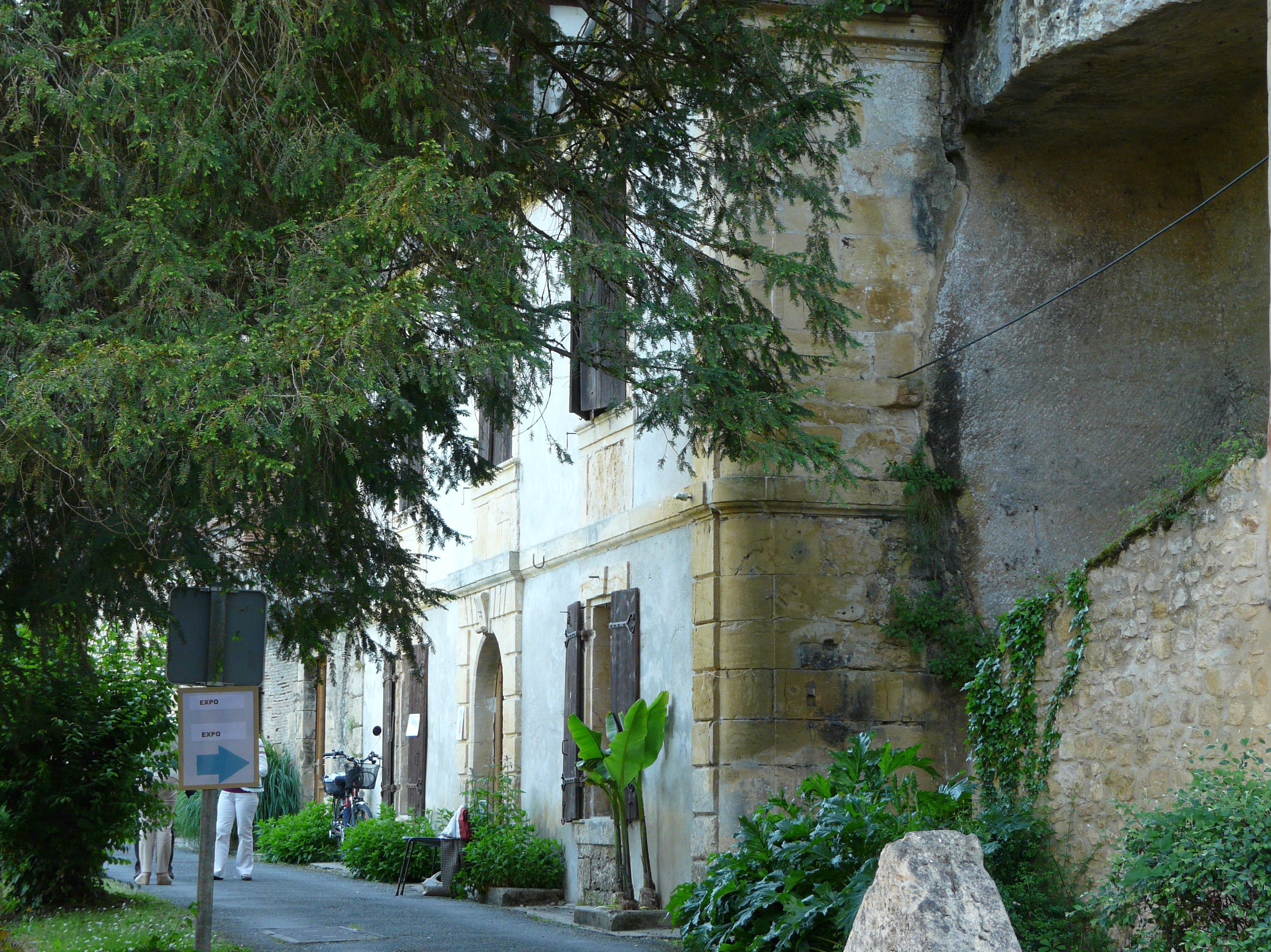
La maison Jardel.